# Deivid de Souza
Deivid de Souza (Nova Iguaçu (Brazilië), 22 oktober 1979) is een Braziliaanse voormalig voetballer en huidig voetbaltrainer. 

## Biografie
Deivid was een spits. Hij voetbalde in het seizoen 2004/05 bij Santos FC, alwaar hij een zeer goed koppel vormde met Robinho. In Brazilië zag men hem als een groot talent, maar ondanks dat hij al bij enkele clubs in Europa heeft gevoetbald, heeft hij zijn naam hier nog niet waar kunnen maken. Fenerbahçe SK kocht Deivid in augustus 2006 voor 4.5 miljoen euro van Sporting Clube de Portugal. Zijn eerste seizoen in Turkije verliep stroef en hij kreeg veel kritiek op zijn spel. Zico, toentertijd trainer van Fenerbahçe SK, nam de speler in bescherming en behield de Braziliaan in de selectie voor het seizoen 2007/2008. Dat seizoen verhuisde Deivid van de spitspositie naar het middenveld en scoorde zowaar meer dan het voorgaande seizoen. Met name door zijn pegels in de UEFA Champions League tegen Internazionale, CSKA Moskou en Chelsea FC werd Deivid zeer populair bij de aanhangers van de club. Hij scoorde dat seizoen vijf keer in de Champions League en werd daarmee topscorer van Fenerbahçe SK in de Europese wedstrijden.
Tijdens de voorbereidingen voor het nieuwe seizoen in juli 2008 brak Deivid tijdens de eerste training van de nieuwe coach Luis Aragonés zijn enkel, waardoor hij voor vijf maanden was uitgeschakeld. Na zijn terugkeer speelde hij drie wedstrijden (één keer ingevallen) waarbij hij twee keer scoorde.
In 2010 keerde hij terug naar Brazilië bij CR Flamengo. Hij verruilde in september 2012  Flamengo voor Coritiba FC waar hij in 2014 zijn loopbaan beëindigde.
Deivid werd trainer en was assistent bij Flamengo en Cruzeiro EC. In 2016 was hij hoofdtrainer van Cruzeiro en in 2017 had hij die functie bij Criciúma EC.

## Carrière
Wedstrijden (en doelpunten) voor nationale bekers en Europese wedstrijden zijn hierbij inbegrepen.
| Seizoen                        | Land                           | Club                       | Wedstrijden | Goals |
| ------------------------------ | ------------------------------ | -------------------------- | ----------- | ----- |
| t/m 1999                       | Vlag van Brazilië              | Nova Iguaçu FC             | 148         | 82    |
| 1999                           | Vlag van Brazilië              | Joinville EC               | 28          | 21    |
| 1999                           | Vlag van Italië                | US Lecce                   | 0           | 0     |
| 1999/01                        | Vlag van Brazilië              | Santos FC                  | 129         | 66    |
| 2001                           | Vlag van Brazilië              | Corinthians                | 21          | 2     |
| 2002                           | Vlag van Brazilië              | Corinthians                | 25          | 8     |
| 2003                           | Vlag van Brazilië              | Corinthians                | 19          | 15    |
| 2003/04                        | Vlag van Frankrijk             | Girondins Bordeaux         | 26          | 7     |
| 2004/05                        | Vlag van Brazilië              | Santos FC (huur)           | 69          | 48    |
| 2005/06                        | Vlag van Portugal              | Sporting Clube de Portugal | 33          | 8     |
| 2006/07                        | Vlag van Turkije               | Fenerbahçe                 | 39          | 13    |
| 2007/08                        | Vlag van Turkije               | Fenerbahçe                 | 47          | 17    |
| 2008/09                        | Vlag van Turkije               | Fenerbahçe                 | 37          | 9     |
| 2009/10                        | Vlag van Turkije               | Fenerbahçe                 | 26          | 1     |
| 2010                           | Vlag van Brazilië              | CR Flamengo                | 17          | 4     |
| 2011                           | Vlag van Brazilië              | CR Flamengo                | 33          | 15    |
| 2012                           | Vlag van Brazilië              | CR Flamengo                | 14          | 2     |
| 2012                           | Vlag van Brazilië              | Coritiba FC                | 13          | 8     |
| 2013                           | Vlag van Brazilië              | Coritiba FC                | 17          | 5     |
| 2014                           | Vlag van Brazilië              | Coritiba FC                | 0           | 0     |
| Bijgewerkt tot 6 november 2017 | Bijgewerkt tot 6 november 2017 | Totaal                     | 741         | 331   |